# Olivier Pardini
Olivier Pardini (* 30. Juli 1985 in Oupeye) ist ein ehemaliger belgischer Radrennfahrer.

## Sportlicher Werdegang
Seit 2008 ist Olivier Pardini als Radrennfahrer in der Elite aktiv. Größere Erfolge stellten sich bei ihm jedoch erst ab 2014 ein. So gewann er 2015 die Ronde van Midden-Nederland und im Jahr darauf den Circuit des Ardennes sowie die Istrian Spring Trophy. Zudem wurde er 2016 belgischer Meister im Mannschaftszeitfahren. Ende 2018 beendete er seine Radsportlaufbahn.

## Erfolge
2014
- Prolog Sibiu Cycling Tour

2015
- Mannschaftszeitfahren Paris–Arras
- Gesamtwertung und eine Etappe Ronde van Midden-Nederland

2016
- Istrian Spring Trophy
- eine Etappe Tour de Normandie
- Gesamtwertung und eine Etappe Circuit des Ardennes
- Belgischer Meister – Mannschaftszeitfahren

## Teams
- 2008 Groupe Gobert.com
- 2009 Willems Veranda
- 2011 Wallonie Bruxelles
- 2012 Colba-Superano Ham
- 2013 Willems Veranda
- 2014 Willems Veranda
- 2015 Willems Veranda
- 2016 Wallonie Bruxelles
- 2017 WB Veranclassic Aqua Protect
- 2018 Team Differdange-Losch